# Saint-André-de-Rosans

Saint-André-de-Rosans este o comună în departamentul Hautes-Alpes, Franța. În 1 ianuarie 2022 avea o populație de 158 de locuitori.